# Elmer Møller
Elmer Møller (født 9. juli 2003 i Aarhus) er en dansk tennisspiller, der oprindeligt repræsenterer Aarhus 1900 tennis, og siden trænede på tennisakademiet 'Good to Great' i Stockholm. I de seneste år har han repræsenteret KB Tennis.
Han fik debut på ITF Junior Circuit i december 2016.
I 2018 vandt han sølv ved U/16 Europamesterskaberne i Moskva. Ved starten af 2019 var han den 4. bedste i verden blandt spillere fra årgang 2003.
Siden sommeren 2018 har Elmer Møller modtaget ekspertstøtte fra Team Danmark.